# Joan Casablancas i Bertran
Joan Casablancas i Bertran (Sabadell, 1 de març de 1912 - 2 de març de 1998) fou un empresari català, fill del també empresari Ferran Casablancas i Planell i germà de Ferran Casablancas i Bertran.

## Biografia
Estudià química tèxtil a la ciutat alemanya de Krefeld, va viure vint-i-cinc anys als Estats Units i, en tornar a Barcelona de l'exili, fou gerent i conseller delegat d'Industrias Casablancas entre 1960 i 1973 i president del Banc Mercantil de Manresa. Amb l'absorció del banc per part de Banca Catalana, passà a formar part del seu consell d'administració i fou president de la Fundació Enciclopèdia Catalana després de la mort d'Antoni Forrellad i Solà.
També fou vocal de l'Hospital General de Catalunya, accionista fundador de Tele/eXpres, president de Gráficas Industriales i conseller de la Companyia d'Aigües de Sabadell. El 1986 va rebre la Creu de Sant Jordi. És oncle de John Casablancas.